# Електронна книга
Електронна книга е вид книга, предоставена в цифров формат, която се състои от текст, изображения или и двете, четима на компютри или други електронни устройства. Въпреки че понякога се определят като „електронна версия на печатна книга“, някои електронни книги съществуват без печатен еквивалент. Електронните книги могат да се четат на специализирани устройства за електронно четене, но също така и на всяко компютърно устройство, което разполага с контролируем екран за гледане, включително настолни компютри, лаптопи, таблети и смартфони.
През 21-ви век се наблюдава тенденция, при която продажбите на традиционни печатни и електронни книги се осъществява в Интернет, където читателите ги купуват в уебсайтове, използвайки системи за електронна търговия. Читателите все повече разглеждат изображения на кориците на печатни книги в сайтовете на издателства или книжарници и подбират и поръчват заглавия онлайн; книгите след това се доставят на читателя по пощата или друга служба за доставка. При електронните книги потребителите могат да разглеждат заглавията онлайн, а след това, когато изберат и поръчат, електронната книга може да им бъде изпратена онлайн или потребителят сам да я изтегли. Към началото на 2010 г. електронните книги започнаха да изпреварват печатните според общите данни за публикациите в САЩ.
Основните причини хората да купуват електронни книги са вероятно по-ниските цени, повишеният комфорт (тъй като те могат да купуват от вкъщи или в движение чрез мобилни устройства) и по-големият избор на заглавия. При електронните книги електронните отметки улесняват навигацията, а електронните четци позволяват на потребителя да анотира страници. Макар в електронни формати да се издават и художествени, и нехудожествени книги, техническите материали са особено подходящи за издаване, тъй като позволяват да се извършва търсене по ключови думи. Освен това, в книгите по програмиране може да се копира примерен код. Четенето на електронни книги се увеличава в САЩ; до 2014 г. 28% от възрастните са чели електронна книга, в сравнение с 23% през 2013 г .; до 2014 г. 50% от възрастните американци са имали електронен четец или таблет, в сравнение с 30% притежатели на такива устройства през 2013 г.

## История

### Четците (1930)
Идеята за електронен четец, устройство което ще позволи на потребителя да вижда книги на екран, се проследява към книга от 1930-та на Боб Браун, написана след като е гледал първия си филм със звук. Озаглавена е „Четците“, от идеята на името за звуковите филми. В книгата си Браун споделя идеята за това, как филмите са надминали книгите, чрез създаването на филмите със звук, и като резултат от това, четенето също трябва да намери нова среда.
Проста машина за четене, която мога да нося със себе си, да закача за всеки стар електрически контакт и да прочета книга с хиляди думи за десет минути ако искам, и аз искам.
Понятието на Браун се стреми да направи реформа на правописа и лексиката, отколкото на средата („Време е да сложим край“ и да започнем „кървава революция на думата“): въвеждайки огромно количество слети думи, с които да замени нормалните думи, както и пунктуация която да симулира действия и движения, затова не е ясно дали това се включва в историята на е-книгите или не. По-късно е-книгите не следват модел като този на Браун; обаче той правилно предвижда миниатюризацията и преносимостта на е-книгите. В статия, Дженифър Шуеслър пише „Машината, според Браун, е щяла да позволи на четците да променят размера на шрифта, да се избягват порязвания от хартия и да се спасят дърветата, докато скъсява времето до дните в които думите ще бъдат ‚директно записвани в пулсиращата нищета‘. Браун е вярвал че е-четеца (и способностите му да променят самият текст) ще донесат нов живот на четенето. Шуеслър го сравнява с DJ смесващ частици от стари песни, за да създаде нов бийт или изцяло нова песен, а не просто ремикс на позната песен.

### Изобретател
Няма съгласие относно изобретателя на първата е-книга. Някои кандидати са следните :

### Роберто Буса (1946 – 1970)
Първата е-книга вероятно е Index Thomisticus, електронен показалец за произведенията на Тома Аквински с много коментари от Роберто Буса, започнат в началото на 1946 и завършен през 1970. Макар и първоначално съхраняван само на един компютър, през 1989 се появява и CD-ROM версия, годна за дистрибуция. Тъй като дигитализираният текст служи за изучаване на писмени текстове и развиване на езиковите ъсответствия, а не е публикуван сам по себе си, понякога това произведение не се споменава като е-книга. През 2005 показалецът е публикуван онлайн.

### Анхела Руиз Роблес (1949)
През 1949 г. Анхела Руиз Роблес, учителка от Ферол, Испания, патентова Enciclopedia Mecánica, или Механична Енциклопедия: механично устройство, работещо със сгъстен въздух. Текстовете и графиките са събрани на макари, които се зареждат на въртящи се вретена. Идеята ѝ е да създаде устройство, което да намали необходимите учебници, които учениците ѝ носят до училище. Завършеното устройство е щяло да съдържа аудио записи, лупа, калкулатор и електрическа лампа за нощно четене. Устройството никога не е пуснато в производство, но прототипът е запазен в Националния музей за наука и техника в Ла Коруня.

### Дъглас Енгелбарт и Андриес ван Дам (1960те)
Алтернативно, някои историци смятат че е-книгите са се родили в ранните 1960 години. С oN-Line System проекта, ръководен от Дъглас Енгелбарт в Изследователския институт в Станфорд, както и Hypertext Editing System и File Retrieval and Editing SyStem проектите, ръководени в университетът Браун. FRESS документите са се изпълнявали на IBM мейнфреймове и са били структурно-ориентирани а не линейно-ориентирани; били са форматирани динамично за различни потребители, дисплеен хардуер, размер на прозореца и така нататък, също така са имали автоматични съдържания, указатели и така нататък. Всички тези системи също предоставят хиперлинкове, графики и други възможности. Ван Дам е смятан за този, измислил термина „електронна книга“ и е бил достатъчно установен да се използва в заглавието на статия през 1985.
FRESS се е използвал за четенето на първични текстове онлайн, както и за анотация и онлайн дискусии на много курсове, включващи Английска поезия и Биохимия. Преподавателите на Браун широко са използвали FRESS, например философа Родрик Чишолм го е използвал в няколко от книгите си. По този начин в предговора на Person and Object (1979) той пише „Тази книга нямаше да е завършена без епохалната File Retrieval and Editing System…“. Браун продължава да работи с електронни книжни системи много години напред, включително проекти на Американската флота за електронни наръчници за поправяне, мащабна система за дистрибутиране на хипермедиа, позната като InterMedia, отделна компания Electronic Book Technologies, която построява DynaText, първата SGML-базирана система за електронно четене, и екстензивната работа на Scholarly Technology Group по отворения стандарт за Е-книги.

### Майкъл С. Харт (1971)
Макар и обширната по-ранна история, някои публикации твърдят че Маикъл С. Харт е изобретателя на е-книгата. През 1971 операторите на Xerox Sigma V мейнфрейма в Университета на Илинойс дават на Харт обширно време на компютър. Търсейки правилна употреба на това време, той създава първия си електронен документ като изписва Декларацията за Независимост на Съединените Щати на прост текст на компютъра. Харт е планирал да създаде документи като използва прост текст, за да ги направи лесно достъпни за теглене и преглеждане на устройства.

### Ранно осъществяване
След като Харт първо адаптира Декларацията за Независимостта на Съединените Щати на електронен документ през 1971, Проект Гутенберг е стартиран за да създаде електронни копия на още текстове, особено книги. Друго ранно осъществяване на е-книги е десктопния прототип на преносим компютър, Dynabook, през 1970те в PARC: преносим личен компютър за обща употреба, способен да показва книги за четене. През 1980та Американското министерство на отбраната започва да разработва преносимо, електронно устройство за доставяне на информация за техническа поддръжка, наречено проект PEAM, преносим електронен помощник за поддръжка. Спецификациите по детайлите са завършени за година и развитието на прототипа е започнато от Texas Instruments през 1982. 4 прототипа са създадени за тестване през 1986 и тестванията са завършени през 1987. Финалния доклад е издаден през 1989 от Американски армейски изследователски институт за поведенчески и социални науки, с автори Робърт Уишър и Дж. Питър Кинсейд, приложен за патент за PEAM устройството, озаглавен „Апарат за доставяне на процедурни инструкции“ е издаден от Texas Instruments на 4ти декември 1985, даващ Джон К. Харкинс и Стефан Х. Морис като изобретателите.
През 1992 Sony издава Data Discman, електронен четец на книги който може да отваря книги, запазени на CD, електронна публикация, която се е отваряла на Data Discman е била наречена „Библиотека на бъдещето“. По-ранните е-книги са били създавани за специализирани дейности и малка публика, например ръководства за хардуер, производствени техники и други предмети. През 1990те достъпността на интернет позволява за по-лесен трансфер на файлове и е-книги.
През 1993 Паул Байм пуска безплатна програма наречена EBook, която позволява лесно да се вкарват всякакви текстови файлове, подобно на електронна хартиена книга. Важна възможност на програмата е да запазва последната четена страница. Името на програмата може да е първият случай в който термина електронна книга се използва със модерното си значение.

## Формати
Докато форматите на е-книги се появяваха и множаха, някои получават подкрепа от големи софтуерни компании като Adobe с PDF формата появил се през 1993. PDF документите обикновено се придържат към един размер и външен вид, вместо да се променят със сегашната страница, прозорец или друг размер. Различните е-четци следват различни формати, някои от тях позволявайки използването на само един или няколко формата, разделяйки пазара за е-книги още повече. Поради тези трудности и малкото читатели на е-книги, издателствата и авторите не стигат до съгласие за стандарт за пакетиране и продаване на е-книги.
В същото време учени сформират Инициативата за кодиране на текст които разработиха консенсусни насоки за кодиране на книги и други материали от научен интерес за различни аналитични цели, както и за четене, и безброй литературни и други произведения са разработени с помощта на подхода TEI. В края на 90-те консорциум се формира за разработване на формата Open eBook като начин за авторите и издателите да предоставят един-единствен документ-източник, с който много софтуерни и хардуерни платформи за четене на книги могат да се справят. Няколко учени от TEI бяха тясно ангажирани в ранното разработване на Open eBook. Фокусиран върху преносимостта, Open eBook според дефинираните задължителни подмножества на XHTML и CSS; набор от мултимедийни формати (могат да се използват и други, но трябва да има и резервен вариант в един от необходимите формати) и XML схема за „манифест“, за да се изброят компонентите на дадена електронна книга, да се идентифицира таблица на съдържанието, корицата и т.н. Този формат доведе до EPUB с отворен формат. Google Books преобразува много произведения от обществено достъпни в този отворен формат.
През 2010 г. електронните книги продължиха да печелят на собствените си специализирани и подземни пазари. Много издатели на електронни книги започват да разпространяват книги, които са публично достъпни. В същото време автори с книги, които са били неприети от издатели предлагат своите произведения онлайн, за да могат да бъдат видени от други. Неофициални (и понякога неоторизирани) каталози с книги стават достъпни в мрежата, а сайтовете, посветени на електронните книги, започват да разпространяват информация за електронните книги сред обществото. Почти две трети от пазара за електронни книги на потребителите в САЩ се контролират от „Голямата петорка“. Издателите на „Голямата петорка“ са: Hachette, HarperCollins, Macmillan, Penguin Random House и Simon & Schuster.

## Библиотеките
Американските библиотеки започват да предлагат безплатни електронни книги на потребителите си през 1998 г. чрез своите уебсайтове и свързаните с тях услуги, въпреки че електронните книги имат предимно научен, технически или професионален характер и не могат да бъдат изтеглени. През 2003 г. библиотеките започват да предлагат на потребители си безплатни за изтегляне популярни фантастични и нехудожествени електронни книги, стартирайки модел за предоставяне на електронни книги, който работи много по-успешно за обществените библиотеки. Броят на разпространителите на библиотечни електронни книги и моделите на заемане продължи да се увеличава през следващите няколко години. От 2005 до 2008 г. библиотеките отбелязват 60% ръст в колекциите на електронни книги. През 2010 г. проучване за финансиране на публични библиотеки и достъп до технологии от Американската библиотечна асоциация установи, че 66% от публичните библиотеки в САЩ предлагат електронни книги и голямо движение в библиотечната индустрия започва сериозно да проучва въпросите, свързани с кредитирането на електронни книги, като се признава „повратна точка“, когато технологията за електронни книги ще стане широко утвърдена. Съдържанието от публичните библиотеки може да бъде изтеглено в електронни четци с помощта на приложен софтуер като Overdrive и Hoopla.
Американската национална медицинска библиотека в продължение на много години предоставя PubMed, изчерпателна библиография на медицинската литература. В началото на 2000 г. NLM създаде централното хранилище PubMed, което съхранява пълни текстови версии на електронни книги на много статии и книги от медицински списания, чрез сътрудничество с учени и издатели в тази област. Pubmed Central също така предоставя архивиране и достъп до над 4,1 милиона статии, поддържани в стандартен XML формат, известен като Journal Article Tag Suite (или „JATS“).
Въпреки широкото разпространение на електронните книги, някои издатели и автори не одобряват концепцията за електронно публикуване, позовавайки се на проблеми с търсенето на потребители, нарушаване на авторски права и предизвикателства със собствени устройства и системи. В проучване на библиотекарите по междубиблиотечно заемане (ILL) беше установено, че 92% от библиотеките държат електронни книги в своите колекции и че 27% от тези библиотеки са договорили правата на ILL за някои от своите електронни книги. Това проучване установи значителни пречки пред провеждането на междубиблиотечно заемане на електронни книги. Управляваното от покровители придобиване (PDA) е достъпно от няколко години в публичните библиотеки, което позволява на доставчиците да рационализират процеса на придобиване, като предлагат да съвпадат профила за избор на библиотека със заглавията на електронните книги на доставчика. След това каталогът на библиотеката се попълва със записи за всички електронни книги, които съответстват на профила. Решението за закупуване на заглавието е оставено на покровителите, въпреки че библиотеката може да зададе условия за закупуване като максимална цена и капацитети за закупуване, така че специалните фондове да се изразходват в съответствие с бюджета на библиотеката. Срещата през 2012 г. на Асоциацията на американските университетски преси включваше панел за PDA на книги, произведени от университетски преси, въз основа на предварителен доклад на Джоузеф Еспозито, консултант по дигитално публикуване, който е изучавал последиците от PDA с безвъзмездна финансова помощ от Andrew W. Mellon Foundation.

## Предизвикателства
Въпреки че търсенето на услуги за електронни книги в библиотеките нараства през първите две десетилетия на 21. век, библиотекарите все още изпитват трудности при предоставянето на определени електронни книги на потребителите. Издателите са склонни да продават електронни книги на библиотеки, но в повечето случаи предоставят само ограничен лиценз за дадено заглавие, което означава, че библиотеката не притежава електронния текст, само има право да го разпространява или за определен период от време, или за определен брой преглеждания, или и двете. Когато библиотеката закупи лиценз за електронна книга, цената е поне три пъти по-голяма, отколкото ако я закупува потребител. Лицензите за електронни книги са по-скъпи от изданията в хартиен формат, тъй като издателите се опасяват, че продаваната електронна книга теоретично може да бъде прочетена и/или проверена от огромен брой потребители, което може да навреди на продажбите. Някои проучвания обаче установяват, че е верен обратният вариант (например Hilton and Wikey 2010).

## Архивно съхранение
Интернет архивът и отворената библиотека (Open Library) предлагат повече от шест милиона напълно достъпни електронни книги в публичното пространство. Проектът „Гутенберг“ има над 52 000 свободно достъпни електронни книги в публичното пространство.

## Специализирани хардуерни четци и мобилен софтуер
Основна статия: Електронен четец
Вижте също: Сравнение на четците на електронни книги
Електронният четец, наричан още четец на електронни книги или устройство за електронни книги, е мобилно електронно устройство, което е проектирано предимно с цел четене на електронни книги и дигитални периодични издания. Електронният четец е подобен по форма, но по-ограничен по предназначение от таблета. В сравнение с таблетите, много електронни четци са по-добри от таблетите за четене, тъй като са по-преносими, имат по-добра четливост на слънчева светлина и имат по-дълъг живот на батерията. През юли 2010 г. онлайн книжарницата на Amazon.com отчете продажбите на електронни книги за собствения си Kindle за първи път по-големи от продажбите на книги с твърди корици през второто тримесечие на 2010 г. Те заявяват, че са продадени 140 електронни книги за всеки 100 книги с твърди корици, включително с твърди корици, които са без дигитално издание. До януари 2011 г. продажбите на електронни книги в Amazon надминаха продажбите на книгите с меки корици. На общия пазар в САЩ, продажбите на книги с меки корици все още са много по-големи от продажбите на книги с твърди корици или на електронни книги; Американската издателска асоциация изчислява, че електронните книги представляват 8,5% от продажбите към средата на 2010 г. спрямо 3%, изчислени година по-рано. В края на първото тримесечие на 2012 г., продажбите на електронни книги в САЩ за първи път надминаха продажбите на книги с твърди корици.
До края на 2013 г. използването на електронен четец не беше разрешено на самолетите, по време на излитане и кацане, от FAA(Federal Aviation Administration). През ноември 2013 г. FAA разреши използването на електронни четци на самолети по всяко време, ако четецът е в самолетен режим, което означава да е извън обхват, и Европа следва тези насоки през следващия месец. През 2014 г. The New York Times прогнозира, че до 2018 г. електронните книги ще съставляват над 50% от общите приходи на книгоиздаването в САЩ и Великобритания.

## Приложения
Някои от големите търговци на книги и множество разработчици предлагат безплатни (а в някои случаи и предплатени) софтуерни приложения за електронни четци за компютри Mac и PC, както и за Android, Blackberry, iPad, iPhone, Windows Phone и Palm OS, за да позволят четенето на електронни книги и други документи, независимо от специалните устройства за електронни книги. Примери за това са приложенията за Amazon Kindle, Barnes & Noble Nook, iBooks, Kobo eReader и Sony Reader.
Непълен списък със софтуер:
- FBReader – свободна програма за четене с версии за различни операционни системи.[57]
- Albite Reader – свободна програма за четене за мобилни телефони. Разработена от българина Светлин Анков.[58]
- Foliant – програма за четене за мобилни телефони. Все още бета версия.[59]
- Allreader – програма за четене с версии за Windows и Windows Mobile.[60]
- QReader – програма за четене с версии за Symbian.[61]
- calibre – свободна програма за организация и конвертиране на електронни книги.[62]

Софтуерът за четене и работа с електронни книги може да е плъгин за програма, която не предвидена за работа с книги:
- EPUBReader – плъгин за Firefox, позволяващ четенето на книги в *.epub формат.[63]
- Writer2ePub – плъгин за OpenOffice.org, позволяващ конвертирането на поддържаните от OpenOffice.org формати в *.epub.[64]
- Sigil – WYSIWYG редактор за ePub файлове.[65]
- Biblio ebook generator – уеб инструмент за създаване на ePub файлове от HTML съдържание на уеб страница.[66]

## Хронология
Преди 1980:
1949 г.
- Анхела Руис Роблес патентова идеята за електронната книга, наречена Механична енциклопедия, в Галисия, Испания.
- Роберто Буса започва да планира Index Thomisticus.[11]

1963 г.
- Дъглас Енгелбарт стартира проектите за NLS (и по-късно Augment).[15]

1965 г.
- Андриес ван Дам стартира проектите HES (и по-късно FRESS), с помощта на Тед Нелсън, за разработване и използване на електронни учебници за хуманитарни науки и педагогика.[16][17]

1971 г.
- Майкъл С. Харт въвежда Декларацията за независимост на САЩ в компютър, за да създаде първата електронна книга, достъпна в интернет, и стартира Project Gutenberg, за да създаде електронни копия на повече книги.[27]

1978 г.
- Стартира сериалът „Пътеводител на галактическия стопаджия“ (романът е публикуван през 1979 г.), включващ електронен справочник, съдържащ цялото познание на Галактиката. Това огромно количество данни може да се побере в нещо с големината на голяма книга с меки корици, с актуализации, получени чрез „Sub-Etha“.[67]

1979 г.
- Роберто Буза завършва Index Thomisticus, пълна лематизация на 56-те печатни тома на Свети Тома Аквински и на няколко сродни автори.[68]

Между 1980 и 1990
1986 г.
- Джуди Малой пише и програмира първата онлайн хипертекстова фантастика, „Uncle Roger“, с връзки, които отвеждат разказа в различни посоки, в зависимост от избора на читателя.[69]

1989 г.
- Franklin Computer пуска електронно издание на Библията, което може да се чете само със самостоятелно устройство.[70]

1990 г.
- Eastgate Systems публикува първата хипертекстова фантастика, пусната на дискета – „afternoon, a story“ от Майкъл Джойс.[71]
- Electronic Book Technologies пуска DynaText, първата базирана на SGML система за предоставяне на мащабни книги като технически ръководства за самолети. По-късно е тествана на американски самолетоносач, като заместител на хартиените ръководства.
- Sony пуска плейъра за електронни книги Data Discman.[72][73]

1991 г.
- Voyager Company разработва Expanded Books, които представляват книги на CD-ROM в цифров формат.[74]

1992 г.
- Ф. Круньола и И. Ригамонти проектират и създават първия електронен четец, наречен Incipit, като дипломна работа в Политехническия университет в Милано.[75][76]
- Apple започва да използва своя формат DocViewer[77] „за разпространение на документация до разработчиците в електронна форма“,[78] както е обяснено в Macintosh books.

1993 г.
- Питър Джеймс публикува своя роман „Host“ на две дискети, който по онова време бива наречен „първият електронен роман в света“ – копие от него се съхранява в Научния музей.[79]
- Номинираните за награда „Хюго“ и „Небюла“ са пренесени на CD-ROM от Брад Темпълтън.[80]
- Стартиране на Bibliobytes, уебсайт за получаване на електронни книги, както безплатно, така и за продажба в Интернет.[81]
- Пол Байм пуска EBook 1.0 HyperCard, който позволява на потребителя лесно да конвертира всеки текстов файл в книга, базирана на HyperCard.[32]

1994 г.
- C&M Online е основана в Райли, Северна Каролина, и започва да публикува електронни книги чрез своя импринт, Boson Books; сред авторите са Фред Чапел, Кели Чери, Леон Кац, Ричард Попкин и Робърт Родман.
- Повече от две дузини тома Inside Macintosh са публикувани[82] заедно на един CD-ROM, във формат Apple DocViewer. След това Apple преминава към използване на Adobe Acrobat.[83]
- Популярният формат за публикуване на електронни книги се променя от обикновен текст в HTML.

1995 г.
- Онлайн поетът Алексис Кирке обсъжда необходимостта от безжични интернет „хартиени“ четци в статията си „The Emuse“.[84]

1996 г.
- Проектът Гутенберг достига 1000 заглавия.[85]
- Джоузеф Джейкъбсън работи в MIT, за да създаде електронно мастило – висококонтрастен, евтин носител, пригоден за четене/запис/изтриване на електронни книги.[86]

1997 г.
- E Ink Corporation е съоснована от студенти от MIT, алумните Дж. Д. Албърт, Барет Комиски, професорът от MIT Джоузеф Джейкъбсън, както и Джеръми Рубин и Ръс Уилкокс, с цел да създадат технология за електронен печат.[87] По-късно тази технология се използва при устройствата Sony Reader, Barnes & Noble Nook и Amazon Kindle.

1998 г.
- NuvoMedia пуска първия ръчен електронен четец, Rocket eBook.[88]
- SoftBook пуска своя SoftBook четец. Този електронен четец с по-голямо хранилище може да съхранява до 100 000 страници съдържание, включително текст, графики и снимки.[89]
- Cybook бива продадена и се произвежда първоначално от Cytale (1998 – 2003), а по-късно от Bookeen.

1999 г.
- NIST пуска в публичното пространство формата Open eBook, базиран на XML; повечето бъдещи формати за електронни книги произлизат от Open eBook.[90]
- Издателят Simon & Schuster създава нов импринт, наречен ibooks, и става първият издател, който едновременно публикува някои от заглавията си в електронен и в печатен формат.
- Oxford University Press прави селекция от книгите, достъпни като електронни, чрез netLibrary.
- Издателят Baen Books отваря Baen Free Library, за да предостави заглавията си като безплатни електронни книги.[91]
- Чрез своята компания Books OnScreen, Ким Благ започва да продава подобрени мултимедийни електронни книги на компактдискове чрез търговия на дребно, а също така и чрез Amazon, Barnes & Noble и Borders Books.[92]

Годините след 2000-та
2000 г.
- Джоузеф Джейкъбсън, Барет О. Комиски и Джонатан Д. Алберт получават американски патенти, свързани с форматирането на електронни книги, които по-късно се използват при разработването на повечето електронни четци.[93]
- Стивън Кинг издава новелата си „Riding the Bullet“ само онлайн и тя се превръща в първата електронна книга за масовия пазар, продадена в 500 000 копия за 48 часа.[94]
- Microsoft пуска Microsoft Reader с ClearType за по-голяма четливост на компютри и преносими устройства.[95]
- Microsoft и Amazon работят заедно за продажба на електронни книги, които могат да бъдат закупени от Amazon и изтеглени на настолни компютри и преносими устройства с помощта на софтуер на Microsoft.
- Дигитализирана версия на Библията на Гутенберг е достъпна онлайн в Британската библиотека.[96]

2001 г.
- Adobe пуска Adobe Acrobat Reader 5.0, позволявайки на потребителите да подчертават, да правят бележки и отметки.

2002 г.
- Palm Inc и OverDrive Inc правят електронните книги на Palm Reader достъпни по целия свят, предлагайки над 5000 електронни книги на няколко езика; те могат да се четат на Palm PDA или чрез компютърно приложение.[97]
- Random House и HarperCollins започват да продават дигитални версии на заглавията си на английски.

2004 г.
- Sony Librie пуска първият електронен четец, използващ дисплей E Ink – той има шест инчов екран.[98]
- Google обявява планове за цифровизиране на фондовете на няколко големи библиотеки,[99] като част от това, което по-късно ще бъде наречено Google Books Library Project.

2005 г.
- Amazon купува Mobipocket, създател на файловия формат mobi e-book, както и софтуер за e-четец.[100]
- Google е съден за нарушаване на авторски права от Authors Guild за сканиране на книги, които все още са с авторски права.[101]

2006 г.
- Пуска се Sony Reader PRS-500, с E Ink екран и две седмици живот на батерията.[102]
- LibreDigital пуска BookBrowse като онлайн четец за издателско съдържание.

2007 г.
- International Digital Publishing Forum пуска EPUB, за да замени Open eBook.[103]
- През ноември Amazon.com пуска електронния четец Kindle с 6-инчов E Ink екран в САЩ и той се разпродава за 5,5 часа.[104] Едновременно с това се отваря и Kindle Store с първоначално налични над 88 000 електронни книги.[104]
- Bookeen пуска Cybook Gen3 в Европа; може да показва електронни книги и да възпроизвежда аудиокниги.[105]

2008 г.
- Adobe и Sony се съгласяват да споделят разработените си технологии (Adobe Reader и DRM) помежду си.
- Sony продава Sony Reader PRS-505 във Великобритания и Франция.

2009 г.
- Bookeen пуска Cybook Opus в САЩ и в Европа.
- Sony пуска Reader Pocket Edition и Reader Touch Edition.
- Amazon пуска Kindle 2, който включва функция за преобразуване на текст в реч.
- Amazon пуска Kindle DX, който има 9,7-инчов екран, в САЩ.
- Barnes & Noble пуска електронния четец Nook в САЩ.
- Amazon пуска приложението Kindle за компютър в края на 2009 г., което прави библиотеката Kindle Store за първи път достъпна извън хардуера на Kindle.[106]

2010-та и след това
2010 г.
- януари – Amazon пуска Kindle DX International Edition по целия свят.[107]
- април – Apple пуска iPad в комплект с приложение за електронни книги, наречено iBooks.[108]
- Май – Kobo Inc. пуска своя Kobo eReader, който се продава в Indigo/Chapters в Канада и по границите в САЩ.
- юли – Amazon съобщава, че продажбите на електронни книги надвишават продажбите на книги с твърди корици за първи път през второто тримесечие на 2010 г.[51]
- Август – PocketBook разширява своята линия с електронен четец за Android.[109]
- Август – Amazon пуска третото поколение Kindle, налично за версии с Wi-Fi и 3G & Wi-Fi.
- Октомври – Bookeen представя Cybook Orizon на CES.[110]
- Октомври – Kobo Inc. пуска актуализиран Kobo eReader, който включва възможност за Wi-Fi.
- ноември – The Sentimentalists печели престижната национална награда Гилер в Канада; поради малкия тираж на романа, книгата не е широко достъпна в печатна форма, така че електронното издание става най-продаваното заглавие на устройствата на Kobo за 2010 г.[111]
- Ноември – Barnes & Noble пускат Nook Color – цветен LCD таблет.
- Декември – Google пуска Google eBooks, предлагащи над 3 милиона заглавия, като така става най-големият магазин за електронни книги в света до момента.[112]

2011 г.
- Май – Amazon.com обявява, че продажбите на електронни книги в САЩ вече надхвърлят продажбите на печатни книги.[113]
- Юни – Barnes & Noble пускат Nook Simple Touch електронен четец и Nook Tablet.[114]
- Август – Bookeen стартира собствен магазин за електронни книги, BookeenStore.com, и започва да продава електронни версии на заглавията си на френски език.[115]
- Септември – издателство Nature пуска пилотната версия на Principles of Biology, персонализиран, модулен учебник, без хартиено издание.[116]
- Юни/Ноември - С нарастването на пазара на електронни четци в Испания, компании като Telefónica, Fnac и Casa del Libro пускат своите електронни четци с испанската марка „bq читатели“.
- Ноември – Amazon пуска Kindle Fire и Kindle Touch – и двете устройства са предназначени за електронни книги.

2012 г.
- Продажбите на електронни книги на американския пазар събират над три милиарда приходи.[117]
- януари – Apple пуска iBooks Author – софтуер за създаване на електронни книги за iPad, които да се публикуват директно в iBooks, или да бъдат споделяни като PDF файлове.[118]
- януари – Apple създава раздел за учебници в iBooks.[119]
- февруари – Издателство Nature обявява световното разпространение на Principles of Biology, след успеха на пилотната версия няколко месеца по-рано.[116]
- февруари – Library.nu (наричан по-рано ebooksclub.org и gigapedia.com, популярен уебсайт за изтегляне на електронни книги) е обвинен в нарушаване на авторски права и затворен по съдебен ред.[120]
- март – издателските компании Random House, Holtzbrinck и arvato предлагат на пазара електронна библиотека, наречена Skoobe.[121]
- март – Министерството на правосъдието на САЩ подготвя антитръстов иск срещу Apple, Simon & Schuster, Hachette Book Group, Penguin Group, Macmillan и HarperCollins, като твърди, че те са в тайно споразумение за увеличаване на цените на книгите, продавани в Amazon.[122][123]
- март – PocketBook пуска PocketBook Touch, електронен четец E Ink Pearl, който печели наградите на немските списания Tablet PC и Computer Bild.[124][125]
- юни – Kbuuk пуска платформата за самоиздаване SaaS, която е за електронни книги и е базирана на облачно пространство.[126] Изградена е върху механизма за дигитално публикуване на Pubsoft.
- септември – Amazon пуска Kindle Paperwhite, първият електронен четец с вградени предни LED светлини.

2013
- април – Kobo пуска Kobo Aura HD с 6,8-инчов екран, който е по-голям от настоящите модели, произведени от други американски конкуренти.[127]
- Май – Mofibo стартира първата скандинавска услуга за абонамент за електронни книги с неограничен достъп.[128]
- юни – Асоциацията на американските издатели обявява, че електронните книги сега представляват около 20% от книжните продажби. Barnes & Noble изчислява, че притежава 27% дял от пазара на електронни книги в САЩ.[129]
- юни – Barnes & Noble обявява намерението си да прекрати производството на таблети Nook, но да продължи да произвежда черно-бели електронни четци като Nook Simple Touch.[129]
- юни – изпълнителният директор на Apple Кийт Морер свидетелства в процеса за определяне на цените на електронните книги, че iBookstore е държал приблизително 20% от пазарния дял на електронните книги в Съединените щати в рамките на месеците след пускането на електронните книги – цифра, която Publishers Weekly отчита приблизително като двойно по-голяма, за разлика от изчисленията на други. Освен това Морер свидетелства, че iBookstore е придобил 20% допълнителен дял чрез закупуването на Random House през 2011 г.[130]
- Пет издателства за електронни книги в САЩ се споразумяват относно определянето на цените за електронни книги. Съгласяват се да се възстановят около 3 долара на всяко електронно копие от бестселърите на New York Times, което са продали от април 2010 г. до май 2012 г.[117] Това се равнява на 160 милиона долара обезпечение.
- Barnes & Noble пуска Nook Glowlight, който има 6-инчов сензорен екран, използващ E Ink Pearl и Regal и е с вградени предни LED светлини.
- юли – Съдия от US District Court, Дениз Коут, признава Apple за виновни в заговор за повишаване на цената на дребно на електронните книги и насрочва съдебно производство през 2014 г. за определяне на щетите.[131]
- август – Kobo пуска Kobo Aura, базов сензорен шест инчов електронен четец.
- септември – Oyster стартира услуга за абонамент за електронни книги с неограничен достъп.[132]
- ноември – Съдия Чин от US District Court се произнася в полза на Google в процеса Authors Guild срещу Google, позовавайки се на fair use.[133] Авторите заявяват, че ще обжалват.[134]
- декември – Scribd пуска първата публична услуга с неограничен достъп до абонамент за електронни книги.[135]

2014 г.
- Април – Kobo пуска Aura H₂0, първият в света водоустойчив електронно четец, за комерсиално ползване.[136]
- юни – Съдия Коут от US District Court издава удостоверение за групови искове на ищците по съдебен иск за предполагаемата конспирация на Apple за цените на електронни книги; ищците търсят обезщетение от 840 милиона долара.[137] Apple обжалва решението.
- юни – Apple приключва делото за антитръста за електронни книги, за което се твърди, че Apple се е договорила за фиксиране на цените на електронните книги извън съда с Щатите; ако обаче решението на съдия Кот се обжалва, споразумението може да се отмени.[138]
- юли – Amazon пуска Kindle Unlimited, услуга за абонамент за електронни книги и аудиокниги с неограничен достъп.[139]

2015 г.
- юни – The 2nd US Circuit Court се съгласява с решението на съдия Коут с 2:1, че Apple се е съгласила да определи цените на електронните книги и е нарушила федералния закон за антитръстовото законодателство.[140] Apple обжалва решението.
- юни – Amazon пуска Kindle Paperwhite (3-то поколение), който е първият електронен четец, съдържащ Bookerly – шрифт, специално предназначен за електронни четци.[141]
- септември – Oyster обявява, че абонаментната му услуга за неограничен достъп ще бъде прекратена в началото на 2016 г. и че ще бъде придобита от Google.[142]
- септември – малайзийската компания за електронни книги, e-Sentral, представя за първи път технология за геолокация и разпространение на електронни книги чрез Bluetooth. За първи път технологията е демонстрирана на международното летище Куала Лумпур.[143]
- Октомври – Amazon пуска Kindle Voyage, който има 6-инчов, 300 ppi E Ink Carta HD дисплей, с най-високата разделителна способност и контраст на разположение в електронните четци от 2014 г.[144] Той също така разполага с адаптивни LED светлини и сензори за обръщане на страници отстрани на устройството.
- Октомври – Barnes & Noble пуска Glowlight Plus, първия си водоустойчив електронен четец.[145]
- Октомври – The US appeals court подкрепя Google, вместо Authors' Guild, като заявява, че Google не е нарушила закона за авторското право в своя проект за сканиране на книги.[146]
- декември – Playster стартира абонаментна услуга с неограничен достъп, включително електронни книги и аудиокниги.[147]
- До края на 2015 г. Google Books сканира повече от 25 милиона книги.[9]
- До 2015 г. над 70 милиона електронни четци са разпространени по целия свят.[9]

2016 г.
- март – Supreme Court of the United States отказва да разгледа жалбата на Apple срещу решението на съда от юли 2013 г., според което компанията е определила цените на електронните книги. Предходното решение на съда е задължило Apple да плати 450 милиона долара.[148]
- април – Supreme Court of the United States отказва да разгледа жалбата на Authors' Guild по делото за сканираните книги, така че решението на долната инстанция остава в сила; резултатът означава, че Google може да сканира библиотечни книги и да показва фрагменти от тях в резултатите от търсенето, без да нарушава американския закон за авторското право.[149]
- април – Amazon пуска Kindle Oasis, първия си електронен четец от пет години насам, който има физически бутони за обръщане на страници и в добавка бива включен кожен калъф с батерия вътре; без да се включва калъфа, той е най-лекият електронен четец на пазара до момента.[150]
- август – Kobo пуска Aura One, първият комерсиален електронен четец със 7,8-инчов E Ink Carta HD дисплей.[151]
- До края на годината смартфоните и таблетите са по-популярни от електронните четци като помощно средство за четене на електронна книга, а продажбите на книги с меки корици вече са по-високи от продажбите на електронни книги.[152]

2017 г.
- февруари – Association of American Publishers публикува данни, показващи, че пазарът на електронни книги за възрастни в САЩ е намалял с 16,9% през първите девет месеца на 2016 г., спрямо същия период на 2015 г., а Nielsen Book определя, че пазарът на електронни книги има общ спад от 16% през 2016 г., спрямо 2015 г., като това обхваща всички възрастови групи.[153] Този спад отчасти се дължи на голямото увеличение на цените на електронните книги от големите издателства, което е увеличило средната цена на електронните книги от 6 на почти 10 долара.[154]
- февруари – Американската версия на Kindle Unlimited включва над 1,5 милиона заглавия, включително над 290 000 заглавия на чужд език.[155]
- март – The Guardian съобщава, че продажбите на физически книги превъзхождат цифровите заглавия в Обединеното кралство, тъй като е по-евтино да се купи физическата версия на книга в сравнение с електронната ѝ версия, поради сделката на Amazon с издатели, която позволява договаряне на цените.[152]
- април – Los Angeles Times съобщава, че през 2016 г. продажбите на книги с твърди корици са били по-високи от тези на електронни книги за първи път от пет години.[154]
- Октомври – Amazon пуска Oasis 2, първият Kindle, който има IPX8, което означава, че е водоустойчив до 2 метра за до 60 минути. Това е и първият Kindle, който позволява бял текст на черен фон, функция, която може да бъде полезна за нощно четене.[156]

2018 г.
- януари – Американските обществени библиотеки отчитат рекордно заемане на електронни книги OverDrive през годината, като над 274 милиона електронни книги са дадени назаем на притежателите на карти, което е 22% увеличение спрямо показатели от 2017 г.[157]
- октомври – ЕС позволява на страните членки да надчисляват същото ДДС за електронните книги, както за хартиените книги.[158]

2019 г.
- Май – Barnes & Noble пускат електронния четец GlowLight Plus, най-големият електронен четец Nook до момента, със 7,8-инчов E Ink екран.[159]

Формати
Основна статия: Сравнение на форматите на електронни книги
Авторите и издателите имат много формати, от които да избират, когато публикуват електронни книги. Всеки формат има предимства и недостатъци. Най-популярните електронни четци и техните естествено поддържани формати са показани по-долу:
Четец/Естествено поддържани формати [таблица]
Amazon Kindle и Fire – AZW, AZW3, KF8, MOBI без DRM, PDF, PRC, TXT
Barnes & Noble Nook и Nook Tablet – EPUB, PDF
Apple iPad – EPUB, IBA (мултитъч книги, направени чрез iBooks Author), PDF
Sony Reader – EPUB, PDF, TXT, RTF, DOC, BBeB
Kobo eReader и Kobo Arc – EPUB, PDF, TXT, RTF, HTML, CBR (комикс), CBZ (комикс)
Устройства с Android с предварително инсталиран Google Play Books – EPUB, PDF
PocketBook Reader и PocketBook Touch – EPUB DRM, EPUB, PDF DRM, PDF, FB2, FB2.ZIP, TXT, DJVU, HTM, HTML, DOC, DOCX, RTF, CHM, TCR, PRC (MOBI)

## Управление на цифрови права
Вижте също: Управление на цифровите права § DRM и електронни книги
Повечето издатели на електронни книги не предупреждават своите клиенти за възможните последици от управлението на цифровите права, свързано с техните продукти. Като цяло те твърдят, че управлението на цифровите права има за цел да предотврати незаконно копиране на електронната книга. В много случаи обаче е възможно управлението на цифровите права да доведе до пълно отказване на достъп на купувача до електронната книга. Електронните книги, продавани от повечето големи издатели и търговци, като Amazon.com, Google, Barnes & Noble, Kobo Inc. и Apple Inc., са защитени с DRM(управление на цифрови права) и са свързани със софтуера или хардуера на електронния четец на издателя. Първият голям издател, който пропуска DRM, е Tor Books, един от най-големите издатели на научна фантастика и фентъзи, през 2012 г. По-малки издателства на електронни книги като O'Reilly Media, Carina Press и Baen Books вече са се отказали от DRM.

## Производство
Вижте също: Сканиране на книги
Някои електронни книги се произвеждат едновременно с пускането на печатната книга, както е описано в електронното публикуване, въпреки че в много случаи те могат да бъдат пуснати в продажба едва по-късно. Често електронните книги се произвеждат от вече съществуващи книги на хартиен носител, обикновено чрез сканиране на документи, понякога с използване на роботизирани скенери за книги, разполагащи с технологията за бързо сканиране на книги, без да се уврежда оригиналното издание. Сканирането на книга създава набор от файлове с изображения, които допълнително могат да бъдат преобразувани в текстов формат от OCR програма. Понякога, както при някои проекти, може да се създаде електронна книга чрез повторно въвеждане на текста от клавиатура. Понякога издателят издава само електронната версия на книга. Възможно е издаването на електронна книга глава по глава, както са написани главите. Това е полезно в области като информационните технологии, където темите могат да се променят бързо през месеците, необходими за написването на обикновена книга. Също така е възможно да конвертирате електронна книга в печатна книга, чрез печат при поискване. Това обаче са изключения, тъй като традицията повелява да се пусне книга в печатен формат и по-късно, ако авторът желае, да бъде създадена електронна версия. The New York Times поддържа списък с най-продаваните електронни книги, както за художествена литература, така и за нехудожествена литература.

## Четене на данни
Всички електронни четци и приложения за четене могат да проследяват данни – те могат да следят кои потребители отварят електронни книги, колко време потребителите прекарват в четене на всяка електронна книга и колко електронни книги са завършени. През декември 2014 г. Kobo публикува данни за четене на електронни книги, събрани от над 21 милиона потребители по целия свят. Някои от резултатите са, че само 44,4% от читателите в Обединеното кралство са завършили най-продаваната електронна книга „Щиглецът“, а най-продаваната електронна книга за 2014 г. в Обединеното кралство, „One Cold Night“, е завършена от 69% от читателите. Това е доказателство, че докато популярните електронни книги се четат изцяло, някои електронни книги са само преглеждани.
Сравнение с традиционните книги

## Предимства
В пространството, което заема физическа книга със сравнително голям размер, електронният четец може да съхранява хиляди електронни книги, ограничени само от капацитета му на памет. В зависимост от устройството една електронна книга може да се чете при слаба светлина или дори при пълен мрак. Много електронни четци имат вграден източник на светлина, могат да увеличават или променят шрифтовете, разполагат с text-to-speech софтуер, който преобразува текста в аудио за хора с увредено зрение, възрастни хора, хора с дислексия или просто за удобство. Освен това електронните четци позволяват на читателите да търсят думи или да намират повече информация по темата веднага с помощта на онлайн речник. Amazon съобщава, че 85% от читателите на електронни книги търсят дума, докато четат.
Печатните книги използват три пъти повече суровини и 78 пъти повече вода за производство в сравнение с електронните книги. Въпреки че електронният четец струва по-скъпо от повечето отделни книги, електронните книги могат да имат по-ниска цена в сравнение с хартиените книги. Електронните книги могат да бъдат принтирани по-евтино от цената на традиционните книги, принтирайки книги при поискване. Освен това голям брой електронни книги се предлагат безплатно в онлайн сайтове, като Project Gutenberg. Например, всички книги, отпечатани преди 1923 година, са публично достояние в Съединените щати, което позволява на уебсайтове да предоставят безплатно версии на електронни книги на такива заглавия.
В зависимост от управлението на възможните дигитални права, електронните книги (за разлика от физическите книги) могат да бъдат архивирани и възстановени в случай на загуба или повреда на устройството, на което се съхраняват, може да се изтегли ново копие без да се включват допълнителни разходи от дистрибутор, както и възможност за синхронизиране на мястото за четене, акцентите и отметките на няколко устройства.

## Недостатъци
Възможно е да липсва поверителност за дейностите на читателите на електронни книги; например Amazon знае самоличността на потребителя, какво чете потребителят, дали е приключил книгата, до коя страница е стигнал, по колко време отделя за всяка страница и кои пасажи може да е подчертал. Една пречка за масовото приемане на електронната книга е, че голяма част от хората ценят печатната книга като обект, включвайки аспекти като текстура, миризма, тегло и как изглежда на рафта. Печатните книги също така се считат за ценен културен предмет и символ на либералното образование и хуманитарните науки. Kobo установяват, че 60% от електронните книги, които са закупени от техния електронен магазин, никога не са отваряни и установяват, че колкото по-скъпа е книгата, толкова по-голяма е вероятността читателят поне да отвори електронната книга.

Joe Queenan пише относно предимствата и недостатъците на електронните книги:
Електронните книги са идеални за хора, които ценят информацията, съдържаща се в тях, или които имат проблем със зрението, или които обичат да четат в метрото, или които не искат други хора да виждат как се забавляват, или които имат проблем със съхранението и бъркотията, но те са безполезни за хора, които са ангажирани в интензивна, доживотна любовна връзка с книгите. Книгите, които могат да докоснат; книгите, които ухаят; книги, на които можем да разчитаме.
Освен всички емоционални и привични аспекти, съществуват и някои проблеми с четливостта и ползваемостта, които трябва да бъдат разгледани от издателите и разработчиците на софтуер. Много читатели на електронни книги, които се оплакват от умора на очите, липса на преглед и отвличане на вниманието, може да им се помогне, ако могат да използват по-подходящи устройства или по-удобно за потребителя приложение, но когато купуват или заемат електронна книга, защитена с DRM, често им се налага да четат книгата на устройство или приложение по подразбиране, дори и да имат недостатъчна функционалност.
Докато хартиената книга е уязвима към различни опасности, като щети от вода, мухъл и кражба, файловете на електронните книги могат да бъдат повредени, изтрити или загубени по друг начин, както и пираствани. Когато собствеността върху хартиената книга е доста ясна (макар и да е обект на ограничения за заемане или копиране на страници, в зависимост от книгата), купувачът на дигиталния файл на електронната книга има условен достъп с възможна загуба на достъп до електронната книга поради разпоредби за управление на дигитални права, проблеми с авторските права, провален бизнес на доставчика или изтичане на кредитната карта на потребителя.

## Пазарен дял

### САЩ
Според годишния доклад на Асоциацията на американските издатели за 2018 г. електронните книги представляват 12,4% от общите приходи от търговия.
Издателите на книги във всички формати са спечелили 22,6 милиарда долара в печатна форма и 2,04 милиарда долара чрез електронни книги според годишния доклад на Асоциацията на американските издатели за 2019 г.

### Канада
Пазарен дял на електронните четци в Канада от Ipsos Reid към януари 2012 г.
Kobo – 46.0%
Amazon – 24.0%
Sony – 18.0%
Others – 12.0%

### Испания
През 2013 г. Carrenho изчислява, че електронните книги ще имат 15% пазарен дял в Испания през 2015 г.

### Великобритания
Според Nielsen Book Research делът на електронните книги се е увеличил от 20% на 33% между 2012 и 2014 г., но е намалял до 29% през първото тримесечие на 2015 г. Публикуваните и самоиздадени заглавия на Amazon представляват 17 милиона от тези книги (на стойност 58 милиона британски лири) през 2014 г., представляващи 5% от общия пазар на книги и 15% от цифровия пазар. Продажбите по обем и стойност, макар и подобни на 2013 г., са се увеличили със 70% от 2012 г. насам.

### Германия
Докладът Wischenbart 2015 оценява пазарния дял на електронните книги на 4,3%.

### Бразилия
Бразилският пазар на електронни книги само се заражда. Бразилците имат познания относно технологиите и това отношение се споделя от правителството. През 2013 г. около 2,5% от всички продадени търговски заглавия са в цифров формат. Това беше 400% ръст спрямо 2012 г., когато само 0,5% от търговските заглавия бяха цифрови. През 2014 г. растежът беше по-бавен и Бразилия имаше 3,5% от търговските си заглавия, продавани като електронни книги.

### Китай
Докладът Wischenbart 2015 оценява пазарния дял на електронните книги около 1%.

## Книги с обществено достояние
достояниеКнигите с обществено достояние са тези, чиито авторски права са изтекли, което означава, че те могат да бъдат копирани, редактирани и продавани свободно без ограничения. Много от тези книги могат да бъдат изтеглени безплатно от уебсайтове като Internet Archive, във формати, които много електронни четци поддържат, като PDF, TXT и EPUB. Книгите в други формати могат да бъдат конвертирани във формат, съвместим с електронни четци, като се използва софтуер за писане на електронни книги, например Calibre.

## Потребители със зрителни увреждания
Потребителите със зрителни увреждания, включително и напълно слепите, могат да четат електронни книги, използвайки традиционните синтезатори на реч (освен ако файлът не ограничава тази възможност по някаква причина), което е улеснение пред четенето на брайлова азбука или обикновени книги (спестяват се етапите на сканиране и разпознаване на оптични символи). Има и специализирани приложения, улесняващи четенето на книги от хора със зрителни увреждания.